# Himmelpforten
Himmelpforten (dolnoniem. Himmelporten) – miejscowość i gmina w Niemczech, w kraju związkowym Dolna Saksonia, w powiecie Stade, siedziba gminy zbiorowej Oldendorf-Himmelpforten. Do 31 grudnia 2013 siedziba gminy zbiorowej Himmelpforten.